# 繻公
繻公（しゅこう、生年不詳 - 紀元前396年）は、春秋戦国時代の鄭の君主。姓は姫、名は駘。

## 生涯
鄭の共公の子として生まれた。紀元前423年、晋の韓啓章が鄭を攻撃し、繻公の兄の幽公を殺害した。繻公が鄭公として即位した。紀元前408年、韓の景侯が鄭を攻撃し、雍丘を奪った。鄭は京の地に築城した。紀元前407年、鄭軍が韓を攻撃し、負黍で韓軍を破った。紀元前404年、晋軍が斉を破り、晋の烈公が捕虜の斉兵を周の威烈王に献上すると、鄭の繻公もこれに同行して周王に面会した。同年、繻公は楚の声王の朝廷を訪れた。紀元前400年、鄭軍が韓の陽翟を包囲した。紀元前399年、楚が鄭に楡関を返還した。紀元前398年、楚の郎荘平君が軍を率いて鄭に侵攻してきた。鄭の皇子・子馬・子池・子封は軍を率いて楚軍を迎撃しようとした。しかし楚軍が氾を渡り会戦しようとすると、鄭軍は蔑に逃げ込んだ。楚軍は蔑を包囲し、鄭軍とその4将軍を降伏させた。楚軍が郢に凱旋すると、鄭の太宰欣がまた鄭で反乱を起こし、鄭の駟子陽を滅ぼした。紀元前397年、楚は鄭の4将軍とその兵民を鄭に帰した。紀元前396年、駟子陽の党派の者たちが繻公を殺害し、幽公の弟の康公が鄭公として擁立された。